# Педра-Прета (Мату-Гросу)
Педра-Прета (порт. Pedra Preta)  —  муниципалитет в Бразилии, входит в штат Мату-Гросу. Составная часть мезорегиона Юго-восток штата Мату-Гроссу. Входит в экономико-статистический  микрорегион Рондонополис. Население составляет 15 375 человек на 2006 год. Занимает площадь 4 193,207км². Плотность населения - 3,7 чел./км².

## История
Город основан в 1976 году

## Статистика
- Валовой внутренний продукт на 2003 составляет 197.872.799,00 реалов (данные: Бразильский институт географии и статистики).
- Валовой внутренний продукт на душу населения на 2003 составляет 13.584,57 реалов (данные: Бразильский институт географии и статистики).
- Индекс развития человеческого потенциала на 2000 составляет 0,735 (данные: Программа развития ООН).